# Andrew Harper
Andrew Harper († 1790 in Liverpool) war ein englischer Chirurg und medizinischer Gelehrter.
Er wirkte um 1785 in Liverpool.
Erwin H. Ackerknecht hält Harpert als einen Theoretiker der psychogenen Verursachung von Geisteskrankheit. Harper wird als einer der Hauptvertreter der Psychiker angesehen.

## Schriften
- A treatise on the real cause and cure of insanity; in which the nature and distinctions of this disease are fully explained. C. Stalker / J. Walter, London 1789.
  - Abhandlung über die wahre Ursache und Heilung des Wahnsinns. Aus dem Englischen übersetzt von G. W. Consbruch. Neue Akademische Buchhandlung, Marburg 1792.
- The oeconomy of health. Or, a medical essay: containing new and familiar instructions for the attainment of health, happiness and longevity. Printed for the author, and sold by C. Stalker, 1785 (?)